# Milly-sur-Bradon
 Milly-sur-Bradon  es una población y comuna francesa, en la región de Lorena, departamento de Mosa, en el distrito de Verdún y cantón de Dun-sur-Meuse.

## Demografía
| 552 | 530 | 624 | 684 | 719 | 719 | 670 | 622 | 613 | 529 | 515 | 506 | 459 | 460 | 429 | 395 | 392 | 378 | 342 | 338 | 314 | 261 | 261 | 259 | 238 | 242 | 235 | 214 | 227 | 218 | 180 | 167 | 145 |
| Para los censos de 1962 a 1999 la población legal corresponde a la población sin duplicidades (Fuente: INSEE [Consultar]) |     |     |     |     |     |     |     |     |     |     |     |     |     |     |     |     |     |     |     |     |     |     |     |     |     |     |     |     |     |     |     |     |